# Adenina
Adenina é uma das quatro bases nitrogenadas principais encontradas no DNA e RNA, juntamente com guanina, citosina e timina (uracil no RNA).
Com a fórmula C5H5N5, seus derivados têm uma variedade de papéis na bioquímica, incluindo respiração celular, na forma de trifosfato de adenosina (ATP) rico em energia e dos cofatores dinucleotídeo de nicotinamida e adenina (NAD) e dinucleotídeo de flavina e adenina (FAD). Também têm funções na síntese de proteínas e como um componente químico de DNA e RNA.
No emparelhamento de base Watson-Crick, a adenina forma duas ligações de hidrogênio com uma timina no DNA ou com uma uracila no RNA.

## Estrutura
A adenina forma muitos tautômeros, compostos que podem ser rapidamente interconvertidos e são frequentemente considerados equivalentes.

## Biossíntese
O metabolismo das purinas envolve a formação da adenina e guanina. Tanto a adenina como a guanina são derivados do nucleotídeo inosina monofosfato (IMP) o qual é sintetizado em uma ribose preexistente por uma complexa via usando átomos provenientes de aminoácidos como a glicina, glutamina e aspartato, bem como o folato e bicarbonato.

## Derivados
A adenina é uma das duas nucleobases de Purina e uma das cinco bases nitrogenadas usadas na formação de nucleotídeos. No código genético é representada pela letra A. A adenina se emparelha com a timina através de duas ligações de hidrogênio. No ARN a adenina se emparelha com a uracila (U).
A adenina forma a adenosina (um nucleotídeo) quando ligada a uma ribose e desoxiadenosina quando ligada a uma desoxirribose, se for três fosfatos ao carbono 5’ do açúcar dessas estruturas é formado a adenosina trifosfato (ATP) e desoxiadenosina trifosfato (dATP). O ATP é usado no metabolismo celular como um trasferidor de energia química entre as reações químicas. Outro composto chamado adenosina monofosfato cíclico (AMPc ou cAMP) possui uma importante função na transdução de sinal funcionando como um sinalizador secundário (segundo mensageiro) em resposta a vários outros sinalizadores extracelulares (exs.: neurotransmissores e hormônios).

## História
Em livros antigos, a adenina é algumas vezes chamada de Vitamina B4. No entanto, ela não é mais considerada uma vitamina verdadeira.Porém, duas vitaminas B, niacina e riboflavina, ligam-se com a adenina para formarem os cofatores essenciais dinucleotídeo nicotinamida-adenina (NAD) e o dinucleotídeo flavina-adenina (FAD) respectivamente.
Alguns cientistas acreditam que, na origem da vida na terra, a primeira adenina foi formada pela polimerização de cinco moléculas de cianeto de hidrogênio (HCN). Porém, há quem questione tal acontecimento.